# 二川駅

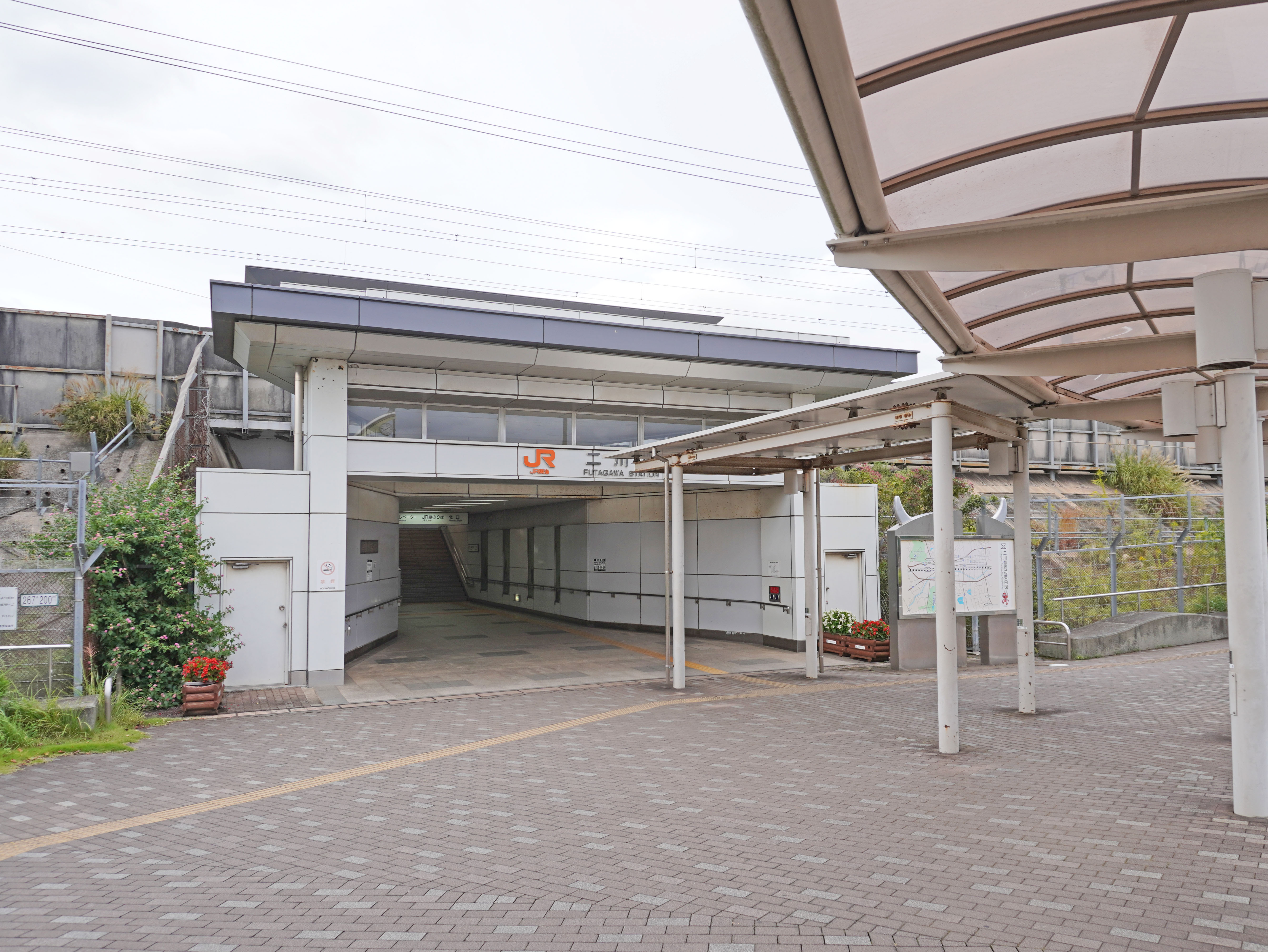
南口（2022年10月）

二川駅（ふたがわえき）は、愛知県豊橋市大岩町字南元屋敷にある、東海旅客鉄道（JR東海）東海道本線の駅である。駅番号はCA41。
豊橋市の東南部、旧渥美郡二川町域に位置する。運行形態の詳細は「東海道線 (静岡地区)」を参照。

## 歴史
二川駅は1896年（明治29年）4月7日に開業した。
二川駅を挟む、東海道本線の浜松・大府間が開通したのは、駅開設の8年前に当たる1888年（明治21年）のことである。この際、江戸時代に東海道の宿場町（二川宿）として栄えた渥美郡二川村・大岩村の両村には、宿場の町並みのすぐ南側に線路が敷設されたものの、隣の吉田宿（現・豊橋市、豊橋駅を設置）とは異なり駅が設置されなかった。
二川周辺には多くの村があり人・物資の利用が見込める、隣の豊橋駅・鷲津駅とは距離があるとの理由で、翌1889年（明治22年）二川では駅設置の請願を行った。この請願は成功しなかったようだが、1893年（明治26年）に再度請願運動が行われ、これは成功したようで駅開業の運びとなった。
1987年（昭和62年）に日本国有鉄道（国鉄）からJR東海に継承された。
新設された二川駅は、町並みの中心部から約1km、西端から300m西へ離れた場所に設置された。所在地は大川村大字大岩（旧・大岩村）であったが、町制施行や合併により1893年（明治26年）から大川町大字大岩、1906年（明治39年）から二川町大字大岩となり、最終的に1955年（昭和30年）に豊橋市大岩町となって、現在に至っている。
駅開設時に建設された木造駅舎は100年以上の長きに亘って使用され、東海道本線では最古の駅舎となっていた。しかし老朽化により改修が必要となり、1998年（平成10年）から橋上駅舎・南北自由通路の建設、駅前広場の整備、駅南方にある豊橋総合動植物公園へのアクセス道路新設等が一体となった「二川駅周辺整備事業」が開始された。この事業により2002年（平成14年）2月に橋上駅舎が完成、4月には南北自由通路の供用開始がなった。2003年（平成15年）3月までに駅前広場や公園へのアクセス道路が完成し、2004年（平成16年）3月に南口の自転車等駐車場が完成して事業は全て終了した。一方、木造駅舎は2000年（平成12年）に営業を終了した。
2006年（平成18年）に、JR東海ではIC乗車券「TOICA」を導入した。二川駅はこの時から「TOICA」に対応している。ただし当初は二川駅から豊橋・名古屋方面区間でしか利用出来なかったが、2008年（平成20年）から浜松方面区間での利用も可能となった。

### 年表
- 1896年（明治29年）4月7日：開設。当初から旅客・貨物共に取扱った[2]。
- 1909年（明治42年）10月12日：線路名称設定、二川駅を通る鉄道を東海道本線と命名[3]。
- 1944年（昭和19年）：金属類回収令により跨線橋を撤去[10]。
- 1955年（昭和30年）12月：跨線橋を再設置[10]。
- 1971年（昭和46年）4月26日：貨物取扱範囲を、専用線発着の車扱貨物のみに縮小[2]。
- 1979年（昭和54年）3月31日：貨物取扱全廃[2]。
- 1984年（昭和59年）2月1日：荷物取扱廃止[2]。
- 1987年（昭和62年）
  - 3月15日：国鉄二俣線廃止に伴い、気動車の当駅停車（乗入）が無くなる。
  - 4月1日：国鉄分割民営化によりJR東海が継承[2]。
- 2002年（平成14年）
  - 2月3日：橋上駅舎の供用開始[1][11]。
  - 4月27日：橋上駅舎・自由通路が完成[12]。
- 2006年（平成18年）11月25日：ICカード「TOICA」の利用が可能となる。
- 2018年（平成30年）3月：駅ナンバリングが導入、使用開始。当駅には「CA41」が与えられた[13]。

## 駅構造

### ホーム・配線
単式ホーム1面1線と島式ホーム1面2線の計2面3線の地上駅である。
1番線は浜松方面行上り列車が使用し、2・3番線は豊橋方面行下り列車が使用する。ただし3番線の使用頻度は少なく、2021年3月改正ダイヤでは、0:02発豊橋行最終列車のみ使用する。
1番線と2番線の間にはホームに接しない線路があり、上り貨物列車が主に使用する。

#### のりば
| 番線 | 路線          | 方向 | 行先             |
| ---- | ------------- | ---- | ---------------- |
| 1    | CA 東海道本線 | 上り | 浜松・静岡方面   |
| 2・3 | CA 東海道本線 | 下り | 豊橋・名古屋方面 |

（出典：JR東海:駅構内図）

### 駅舎・施設
駅舎はホーム上空に設置された橋上駅舎であり、改札口はホームの上階部分に設置されている。改札口と各ホームは階段のほかエレベーターでも繋がる。駅舎は南北自由通路を併設しており、北口と南口がある。地上と改札階を結ぶエスカレーター（北口のみ）・エレベーターが設置されている。

駅舎のデザインについてJR東海は、
二川地区は東海道の宿場町として現在でも古い歴史の面影をそのまま残す地区であり、駅舎の改築にあたっても東三河産の木材を使用するなど、伝統である和の微細・木質のイメージと、メンテナンスも考慮した無機質・透明というモダンなイメージの融合に努めた。
と述べている。
豊橋駅が管理の業務委託駅である。駅舎内にはJR全線きっぷうりば・自動券売機・車椅子対応トイレが設置されている。また、2015年3月31日まで東海キヨスクが運営するキヨスクが営業していた。

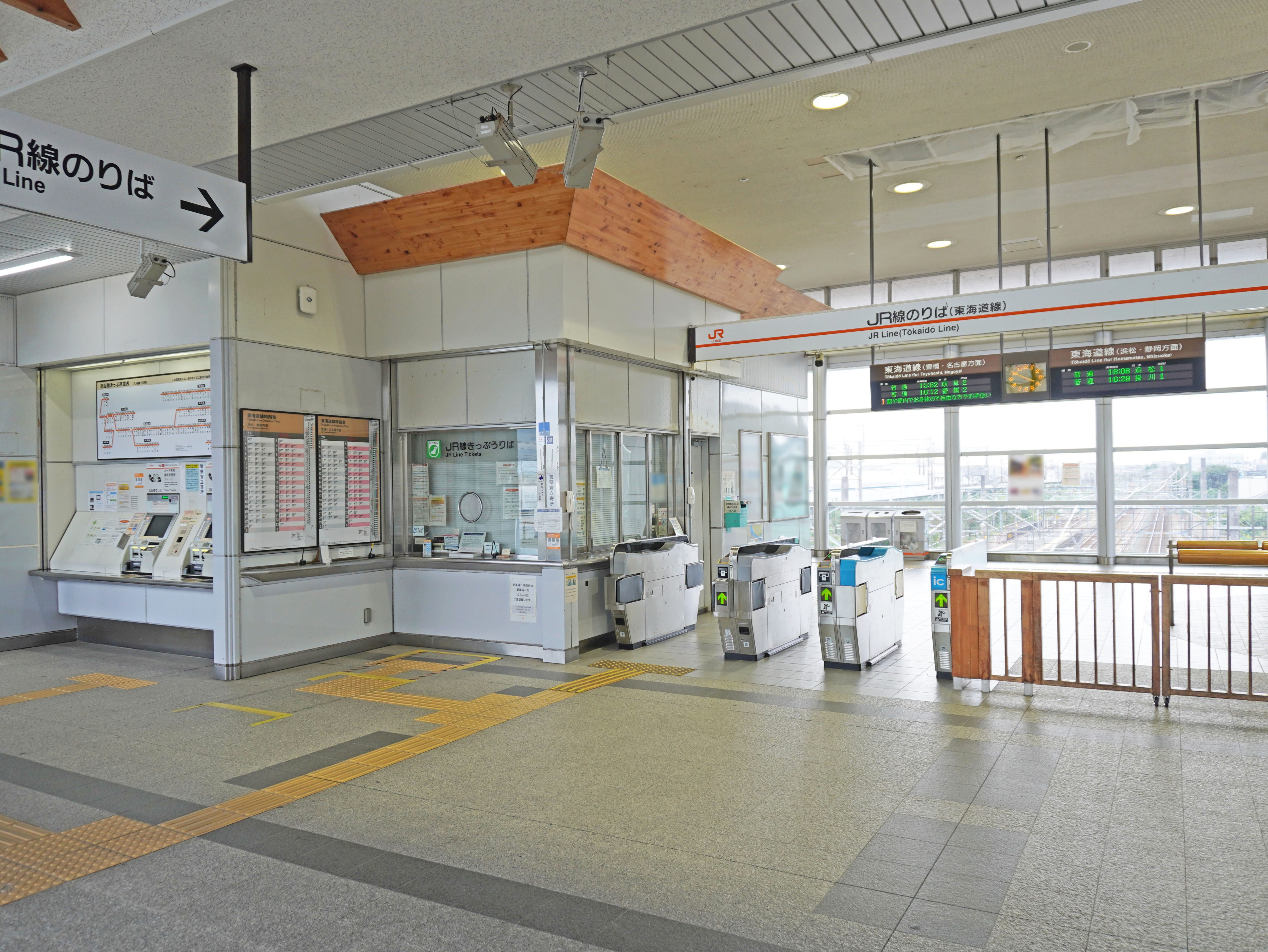
改札口（2022年10月）
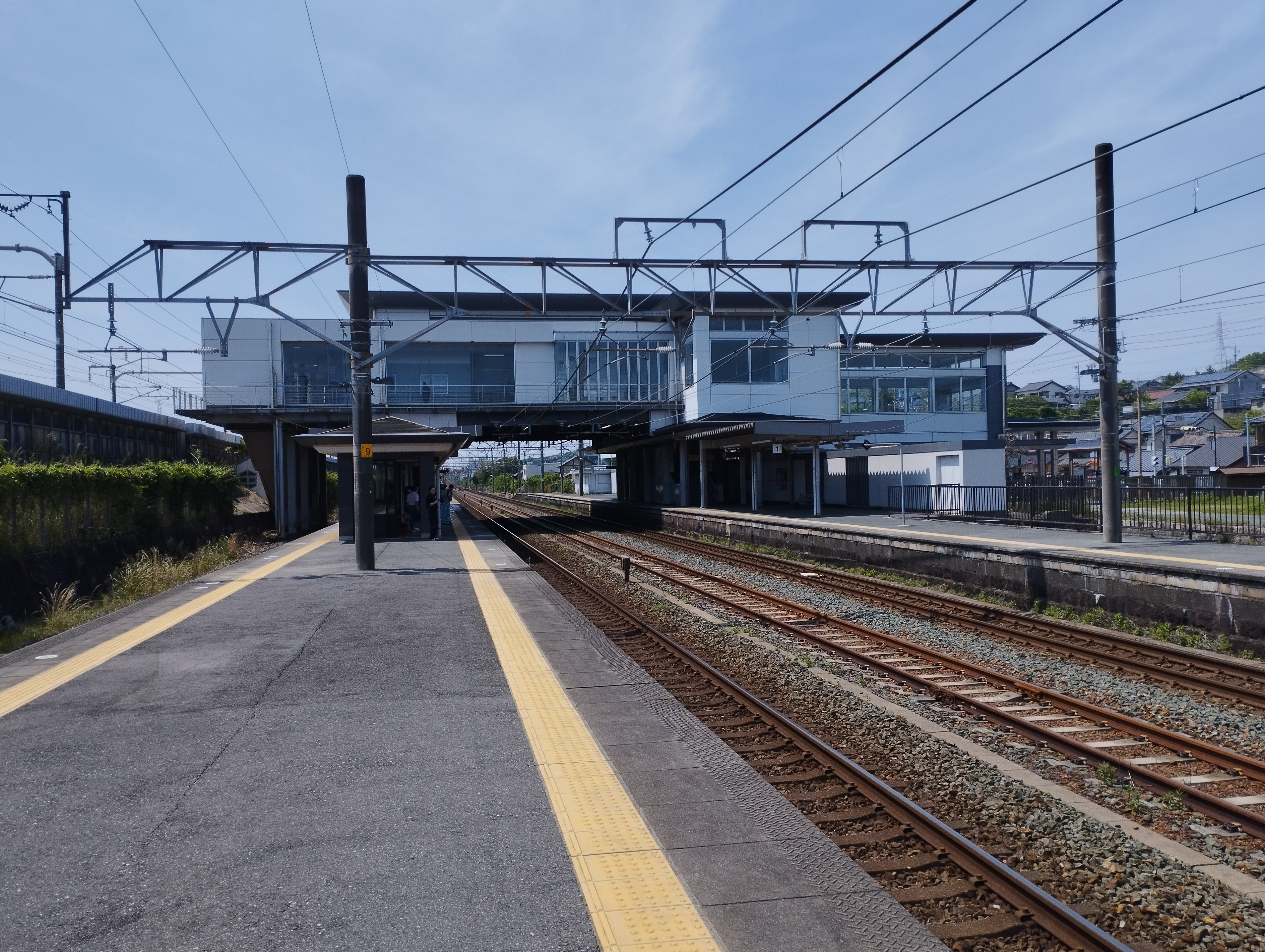
ホーム（2024年4月）
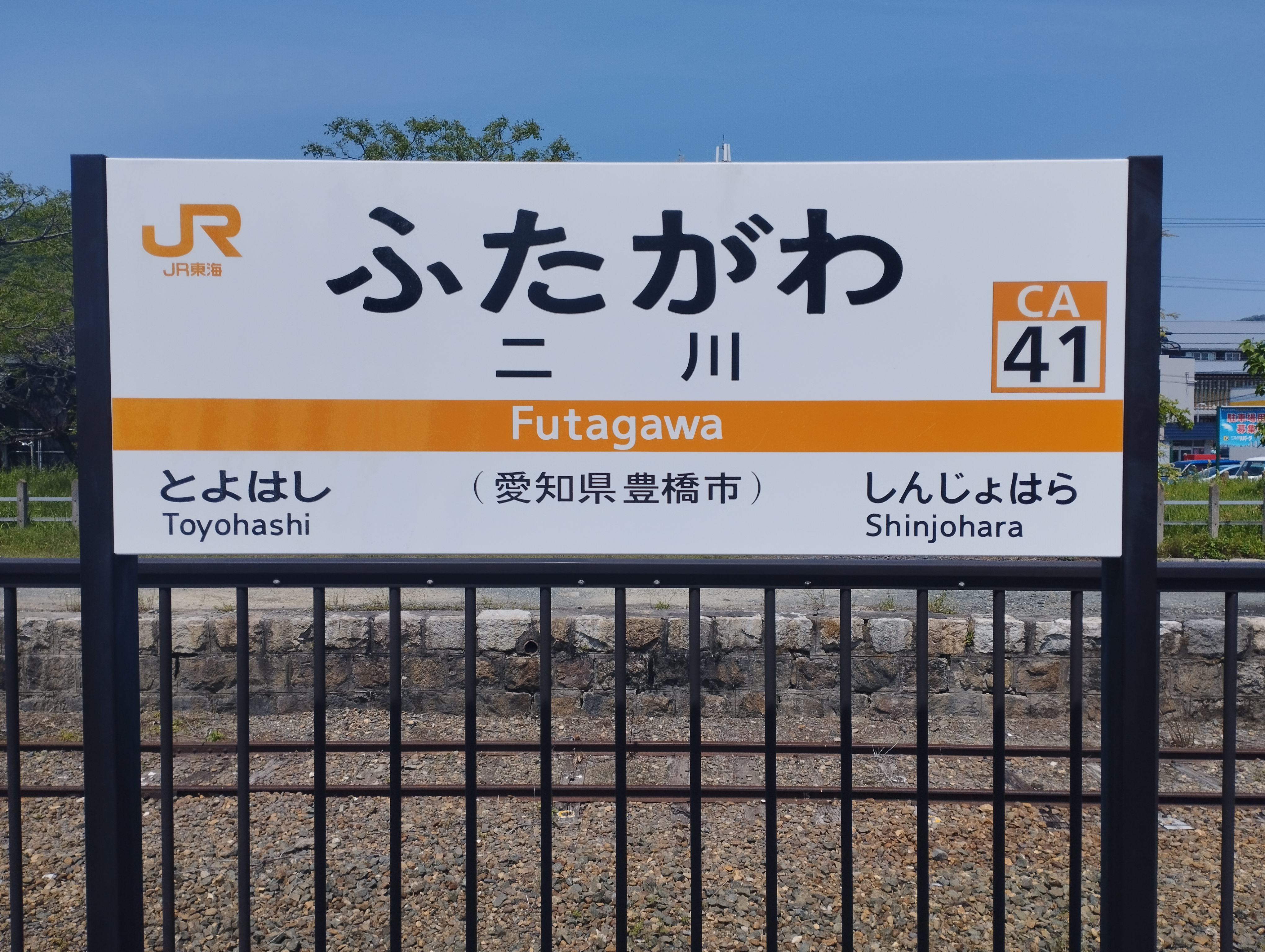
駅名標（2024年4月）

## 停車列車
2018年3月改正時点で、1時間に概ね上下各3本の列車が停車する。殆どが豊橋と浜松方面を結ぶ普通列車であるが、豊橋を越えて名古屋方面へ（から）直通する特別快速・新快速・区間快速も停車する（これらは豊橋・浜松間は各駅に停車）。
国鉄分割民営化直前の1987年（昭和62年）3月14日まで、東海道本線豊橋駅・新所原駅間に、新所原駅から天竜二俣駅（旧遠江二俣駅）を経由し掛川駅へと至る国鉄二俣線（現・天竜浜名湖鉄道天竜浜名湖線）の列車（末期はキハ20形気動車）が直通しており、当駅にも停車していた。同線の天竜浜名湖鉄道への転換（翌日実施）により直通列車は廃止され、気動車の乗入停車が無くなった。

## 利用状況

### 旅客
二川駅の2018年度における乗車人員は年間約116万人、1日平均では3,177人である。1950年度から2018年度にかけての乗車人員の推移は下表の通り。
JRが発足した1987年度の時点では乗車人員はこれよりも少なく、年間約74万9千人（1日平均2,045人）であった。この後6年度連続で乗車人員は増加し、1993年度には年間約96万1千人（1日平均2,633人）と約1.3倍増となった。翌年度から減少に転ずるが、2000年度から再度増加に転じ、2003年度に年間100万人を突破、2004年度には年間約102万5千人（1日平均2,810人）となって1987年度と比較して約1.4倍の値まで増加した。翌年度から2010年度に至るまで年間100万人を下回り続けていたが、2011年度は年間100万人を回復した。
| 乗車人員の推移 | 乗車人員の推移 | 乗車人員の推移 | 乗車人員の推移     |
| 年度           | 乗車人員（人） | 乗車人員（人） | 出典（※1）         |
| 年度           | 計             | 1日平均        | 出典（※1）         |
| -------------- | -------------- | -------------- | ------------------ |
| 1950           | 396千          | 1,086          | 県統計S27,p326     |
| 1951           | 427千          | 1,186          | 県統計S28,p310     |
| 1952           | 432千          | 1,183          | 県統計S29,p329     |
| 1953           | 454千          | 1,244          | 県統計S30,p305     |
| 1954           | 403千          | 1,105          | 県統計S31,p303     |
| 1955           | 417千          | 1,139          | 県統計S32,p319     |
| 1956           | 442千          | 1,210          | 県統計S33,p335     |
| 1957           | 440千          | 1,204          | 県統計S34,p379     |
| 1958           | 459千          | 1,257          | 県統計S35,p292     |
| 1959           | 527千          | 1,440          | 県統計S36,p260     |
| 1960           | 563千          | 1,541          | 県統計S37,p324     |
| 1961           | 550千          | 1,506          | 県統計S38,p296     |
| 1962           | 552千          | 1,512          | 県統計S39,p298     |
| 1963           | 616千          | 1,682（※2）    | 県統計S40,p262     |
| 1964           | 577千          | 1,580          | 県統計S41,p238     |
| 1965           | 646千          | 1,770          | 県統計S42,p262     |
| 1966           | 632千          | 1,732          | 県統計S43,p192     |
| 1967           | 636千          | 1,738（※2）    | 県統計S44,p196     |
| 1968           | 592千          | 1,622          | 県統計S45,p204     |
| 1969           | 584千          | 1,599          | 県統計S46,p228     |
| 1970           | 578千          | 1,584          | 県統計S47,p236     |
| 1971           | 549,403        | 1,501（※2）    | 県統計S48,p216     |
| 1972           | 570,810        | 1,564          | 県統計S49,p214     |
| 1973           | 618,301        | 1,694          | 県統計S50,p220     |
| 1974           | 662,474        | 1,815          | 県統計S51,p224     |
| 1975           | 704,848        | 1,926          | 県統計S52,p216     |
| 1976           | 663,241        | 1,817          | 県統計S53,p230     |
| 1977           | 654,217        | 1,792          | 県統計S54,p232     |
| 1978           | 687,619        | 1,884          | 県統計S55,p220     |
| 1979           | 687,825        | 1,879（※2）    | 県統計S56,p226     |
| 1980           | 701,369        | 1,922          | 県統計S57,p238     |
| 1981           | 734,822        | 2,013          | 県統計S58,p222     |
| 1982           | 720,658        | 1,974          | 県統計S59,p222     |
| 1983           | 720,867        | 1,970          | 県統計S60,p240     |
| 1984           | 719,778        | 1,972          | 県統計S61,p234     |
| 1985           | 721,345        | 1,976          | 県統計S62,p222     |
| 1986           | 743,993        | 2,038          | 県統計S63,p222     |
| 1987           | 748,508        | 2,045          | 県統計H1,p225      |
| 1988           | 789,196        | 2,162          | 県統計H2,p223      |
| 1989           | 791,584        | 2,169          | 県統計H3,p225      |
| 1990           | 859,365        | 2,354          | 県統計H4,p229      |
| 1991           | 923,030        | 2,522          | 県統計H5,p221      |
| 1992           | 931,866        | 2,553          | 県統計H6,p221      |
| 1993           | 961,078        | 2,633          | 県統計H7,p239      |
| 1994           | 944,327        | 2,587          | 県統計H8,p241      |
| 1995           | 956,683        | 2,614          | 県統計H9,p243      |
| 1996           | 933,403        | 2,557          | 市統計H13,p104     |
| 1997           | 925,048        | 2,534          | 市統計H13,p104     |
| 1998           | 887,078        | 2,430          | 市統計H13,p104     |
| 1999           | 862,525        | 2,357          | 市統計H13,p104     |
| 2000           | 872,291        | 2,390          | 市統計H13,p104     |
| 2001           | 900,164        | 2,466          | 市統計H18,p104     |
| 2002           | 954,590        | 2,615          | 市統計H18,p104     |
| 2003           | 1,009,927      | 2,759          | 市統計H18,p104     |
| 2004           | 1,025,629      | 2,810          | 市統計H18,p104     |
| 2005           | 911,075        | 2,496          | 市統計H18,p104     |
| 2006           | 944,189        | 2,587          | 豊橋市統計H23,p104 |
| 2007           | 969,144        | 2,648          | 豊橋市統計H23,p104 |
| 2008           | 992,633        | 2,720          | 豊橋市統計H23,p104 |
| 2009           | 952,115        | 2,609          | 豊橋市統計H23,p104 |
| 2010           | 987,121        | 2,704          | 豊橋市統計H23,p104 |
| 2011           | 1,026,255      | 2,804          | 豊橋市統計H24,p102 |
| 2012           | 1,061,185      | 2,907          | 豊橋市統計H25,p114 |
| 2013           | 1,090,247      | 2,987          | 豊橋市統計H26,p114 |
| 2014           | 1,067,684      | 2,925          | 豊橋市統計H27,p114 |
| 2015           | 1,111,113      | 3,036          | 豊橋市統計H28,p114 |
| 2016           | 1,119,050      | 3,066          | 豊橋市統計H29,p122 |
| 2017           | 1,142,417      | 3,130          | 豊橋市統計H30,p122 |
| 2018           | 1,159,489      | 3,177          | 豊橋市統計R1,p120  |

※1. 「県統計」は『愛知県統計年鑑』、「市統計」は『豊橋市統計書』の略。
※2. 文献の数値は閏年を考慮していないため、左の数値を366で除して直接算出した。

### 貨物
1950年度から、取扱が廃止された1979年度までの貨物取扱量（発送・到着トン数）は、以下の通りに推移していた。
| 貨物取扱量の推移             | 貨物取扱量の推移 | 貨物取扱量の推移 |
| 年度                         | 発送（トン）     | 到着（トン）     |
| ---------------------------- | ---------------- | ---------------- |
| 1950                         | 6,689            | 9,667            |
| 1951                         | 10,496           | 15,955           |
| 1952                         | 7,861            | 22,157           |
| 1953                         | 8,910            | 22,219           |
| 1954                         | 12,151           | 17,591           |
| 1955                         | 11,705           | 16,517           |
| 1956                         | 8,994            | 14,556           |
| 1957                         | 6,418            | 11,820           |
| 1958                         | 6,226            | 8,948            |
| 1959                         | 7,431            | 16,320           |
| 1960                         | 8,627            | 8,022            |
| 1961                         | 11,230           | 8,368            |
| 1962                         | 11,237           | 12,720           |
| 1963                         | 18,825           | 30,529           |
| 1964                         | 17,738           | 37,745           |
| 1965                         | 13,815           | 30,412           |
| 1966                         | 17,694           | 46,053           |
| 1967                         | 17,102           | 70,782           |
| 1968                         | 12,310           | 56,372           |
| 1969                         | 12,838           | 59,104           |
| 1970                         | 11,524           | 62,194           |
| 1971                         | 6,551            | 45,430           |
| 1972                         | 5,994            | 44,815           |
| 1973                         | 5,876            | 44,508           |
| 1974                         | 3,220            | 25,465           |
| 1975                         | 4,381            | 36,967           |
| 1976                         | 5,163            | 39,872           |
| 1977                         | 5,066            | 39,529           |
| 1978                         | 5,700            | 44,214           |
| 1979                         | 3,224            | 25,706           |
| 出典は乗車人員の推移に同じ。 |                  |                  |

### 荷物
1975年度から、取り扱いが廃止された1983年度までの荷物取扱量（発送・到着個数）は、以下の通りに推移していた。
| 荷物取扱量の推移             | 荷物取扱量の推移 | 荷物取扱量の推移 |
| 年度                         | 発送（個）       | 到着（個）       |
| ---------------------------- | ---------------- | ---------------- |
| 1975                         | 13,116           | 36,768           |
| 1976                         | 12,243           | 27,219           |
| 1977                         | 11,151           | 24,861           |
| 1978                         | 10,555           | 26,274           |
| 1979                         |                  |                  |
| 1980                         | 7,159            | 25,295           |
| 1981                         | 5,302            | 25,890           |
| 1982                         | 3,651            | 34,307           |
| 1983                         | 1,874            | 19,874           |
| 出典は乗車人員の推移に同じ。 |                  |                  |

## 駅周辺

### 北口
北口側の二川駅前交差点を東西方向に横切る道路がかつての東海道である（駅前の一部は愛知県道404号小松原二川停車場線）。東海道を東へ向かった場所が旧二川宿の町並みで、駅から1km東の場所には本陣（豊橋市二川宿本陣資料館）が残る。町並みの周囲には、大岩寺や二川伏見稲荷（御衣黄桜が咲く）等の寺社が点在している。
二川駅前交差点のさらに北側にある二川駅北交差点を東西に横切るのは愛知県道3号豊橋湖西線（立岩街道）である。東へ向かうと、二川病院、二川郵便局、豊橋市立二川小学校があり、西へ向かうと豊橋市地下資源館、ヤマナカ二川フランテ館（スーパーマーケット）がある。
駅北側には東山があり、その西側には岩屋山がある。岩屋山には、大岩寺の仏堂岩屋観音が建つ。

### 南口
駅の周辺では、東海道本線のすぐ南に接して東海道新幹線が通過する。駅の南口は、新幹線の線路の南側に設置されている。
南口から南へ伸びる道路を進むと、梅田川を渡って国道1号と交差し、さらに南下すると豊橋総合動植物公園（のんほいパーク）の東口前に達する。一方、国道1号を西へ向かうとラウンドワン豊橋店、有楽製菓豊橋工場、伊藤ハム豊橋工場があり、東へ向かうとシンフォニアテクノロジー豊橋製作所がある。

## 周辺施設
- 豊橋市立二川中学校
- 豊橋市立二川南小学校
- 二川幼稚園
- 豊橋市消防本部南消防署二川出張所
- アーレスティ東海工場
- シンフォニア テクノロジー豊橋製作所
- 二川地区市民館
- 二川窓口センター
- 二川郵便局
- 二川病院
- 曹洞宗大岩寺
- 神道伏見稲荷東洋大教会
- 神明社
- 大岩神明宮
- カットサロン・トヨタ
- 豊橋総合動植物公園

## バス路線
二川駅バス停（駅北口前）
- 豊鉄バス二川線[20]：岩屋、豊橋駅方面
- 豊鉄バス二川線：シンフォニアテクノロジー、一里山方面
- コミュニティバス東部東山線[21]：運動公園方面
- 乗合タクシー「あいのり君」（事前登録要）
  - 細谷地区路線
  - 小沢地区路線

かつては、豊橋駅から二川駅・潮見坂を経て新居町駅へといたるJR東海バス浜名線が存在した。この浜名線は2002年（平成14年）9月30日限りで運行を終了、翌10月1日から豊橋鉄道（現・豊鉄バス）と湖西市自主運行バスに分割して運行を継続している。

## 備考
二川駅は東海鉄道事業本部直轄の駅であるが、隣の新所原駅との間に境界があり、同駅は静岡支社の管轄である。

## 隣の駅
東海旅客鉄道（JR東海）
CA 東海道本線
■特別快速・■新快速・■快速・■区間快速・■普通（快速は上りのみ、区間快速は下りのみ運転）
新所原駅 (CA40) - 二川駅 (CA41) - 豊橋駅 (CA42)